# Borchüügijn Amarchüü
Borchüügijn Amarchüü (mong. Борхүүгийн Амархүү; ros. Амархуу Борхуу, Amarchuu Borchuu; ur. 1 lipca 1987) – rosyjski piosenkarz pochodzenia mongolskiego.
Popularność w Rosji zdobył po wygraniu telewizyjnego konkursu Narodnyj Artist 3 (2006). W 2010 roku zagrał w mongolsko-rosyjskim filmie Opieracyja «Tatar».